# 線維芽細胞増殖因子受容体
線維芽細胞増殖因子受容体（せんいがさいぼうぞうしょくいんしじゅようたい、fibroblast growth factor receptors，FGFR）は、線維芽細胞増殖因子（FGF）ファミリーのタンパク質に結合する受容体である。これらの中には疾患に関与するものがあり、例えばFGFR3の点突然変異は軟骨無形成症を引き起こす可能性がある。

## 構造
3つの免疫グロブリン（Ig）様ドメインからなる細胞外リガンドドメイン、1つの膜貫通型ヘリックスドメイン、チロシンキナーゼ活性を持つ細胞内ドメインから構成され、成長因子リガンドの最大のファミリーである22のメンバーからなる線維芽細胞成長因子と結合する。
4つのFGFR遺伝子の選択的スプライシングにより、48種類以上のアイソフォームが産生される。これらはリガンド結合特性やキナーゼドメインが異なるが、すべて3つの免疫グロブリン様ドメイン（D1-D3）からなる共通の細胞外領域を有する免疫グロブリンスーパーファミリーに属する。
免疫グロブリン様ドメインD1とD2の間には一連の酸性アミノ酸配列（"acid box"と呼ばれる）が存在する。この領域がFGFとの結合能力を制御し、D2とD3領域がFGFを認識し結合する。FGF/FGFRの対応は多対多であり、各FGFRは複数種のFGFによって活性化され、多くの場合、FGFも2種以上のFGFRを活性化できる（例えば、FGF1は7つの主要なFGFRすべてに結合する）。しかし、FGF7のようにFGFR2bのみを特異的に活性化するものもある。FGFRは、ヘテロダイマーおよびホモダイマーとして二量体化する事が知られている。
また、5番目のFGFRタンパク質であるFGFR5の遺伝子も同定されている。FGFR1〜4とは異なり細胞内チロシンキナーゼドメインを持たず、アイソフォームは1つのみ（FGFR5γ）で、細胞外ドメインはD1とD2のみを持つ。

## 遺伝子
これまでに、脊椎動物では5つの異なる膜FGFR遺伝子が同定されており、それらは全てチロシンキナーゼスーパーファミリーに属している（FGFR1〜FGFR4）。
- FGFR1 (線維芽細胞増殖因子受容体1も参照) (= CD331)
- FGFR2 (線維芽細胞増殖因子受容体2（英語版）も参照) (= CD332)
- FGFR3 (線維芽細胞増殖因子受容体3（英語版）も参照) (= CD333)
- FGFR4 (線維芽細胞増殖因子受容体4（英語版）も参照) (= CD334)
- FGFRL1 (線維芽細胞増殖因子受容体様1（英語版）も参照)
- FGFR6

## 医薬品の標的
FGF/FGFシグナル伝達経路は様々な癌に関与する。
他のタンパク質も含むFGFR1～4の全てに作用する非選択的FGFR阻害剤と、FGFR1～4の全てまたは一部のみに作用する選択的FGFR阻害剤が存在する。選択的FGFR阻害剤には、AZD4547、BGJ398、JNJ42756493、PD173074等がある。